# Yasuji Kiyose
Yasuji Kiyose (jap. 清瀬 保二 Kiyose Yasuji;  ur. 13 stycznia 1900 w Yokkaichi, w prefekturze Ōita, zm. 14 września 1981 w Tokio) – japoński kompozytor.

## Życiorys
Studiował prywatnie kompozycję u Kōsaku Yamady i Kōsuke Komatsu. W 1930 roku wziął czynny udział w zakładaniu Shinkō Sakkyokuka Renmei (Liga Innowacyjnych Kompozytorów), stowarzyszenia kompozytorów, które później przekształciło się w japońską sekcję Międzynarodowego Towarzystwa Muzyki Współczesnej (ISCM).
Był przede wszystkim kompozytorem muzyki wokalnej i kameralnej, komponowanej w stylu niemieckiej tradycji romantycznej, z elementami francuskiego impresjonizmu. Ponadto pociągała go tradycyjna muzyka japońska, zwłaszcza ludowe pieśni i skale pentatoniczne.
W latach 40. miał wpływ na kształtowanie się osobowości artystycznej kompozytora Tōru Takemitsu.
Poza muzyką uprawiał eseistykę. Jego autobiograficzne eseje zostały wydane w zbiorze Kiyose Yasuji chosakushū: warera no michi (The Works of Kiyose: Our Ways, Tokio, 1983).

## Wybrane kompozycje
- Six Japanese Folk Songs from Shinano District na głos i fortepian (1929)
- Country Dances na fortepian (1930)
- Short Suite na fortepian (1931)
- Piano Compositions No. 1 (1931–1934)
- Dance on the Seashore na fortepian (1932)
- Spring Time at the Hills na fortepian (1932)
- Folk Dances na fortepian (1933)
- Two Dances na fortepian (1934)
- Little Suite na fortepian (1935)
- Ryūkyū Dances na fortepian (1936)
- To Ancient Times na orkiestrę (1937)
- Scherzo na 2 fortepiany (1937)
- Piano Compositions No. 2 (1937–40)
- Japanese Festival Dance na orkiestrę (1942)
- Violin Sonata No. 1 (1942)
- Ballade na fortepian (1943)
- Four Preludes na fortepian (1947)
- Violin Sonata No. 2 (1948)
- String Trio (1949)
- Cello Sonata (1950)
- Violin Sonata No. 3 (1950)
- String Quratet in B flat (1952)
- Piano Concerto (1954)
- The March of Snake Festival na chór męski i fortepian (1954)
- Japanese Folk Songs na skrzypce i fortepian (1955)
- Two Movements for Violin and Piano (1960)
- An Unknown Soldier na mezzosopran, tenor, chór mieszany i orkiestrę (1962)
- Shakuhachi Trio (1964)
- Quintet for 2 Shakuhachi, 2 Koto and Jushichigen (1965)
- Quartet for Shakuhachi, 2 Koto and Jushichigen (1965)
- Recorder Quartet (1969)
- Trio for Recorders (1972)